# Cathédrale de Bressanone
La cathédrale de Bressanone (Duomo di Bressanone en italien, Brixner Dom en allemand) est une basilique et une cathédrale de la ville de Bressanone, dans la Province autonome de Bolzano, Trentin-Haut-Adige en Italie.

## Histoire
La première trace de la cathédrale remonte au Xe siècle, où il est mentionné que l'église fut détruite en 1174, à la suite d'un incendie.

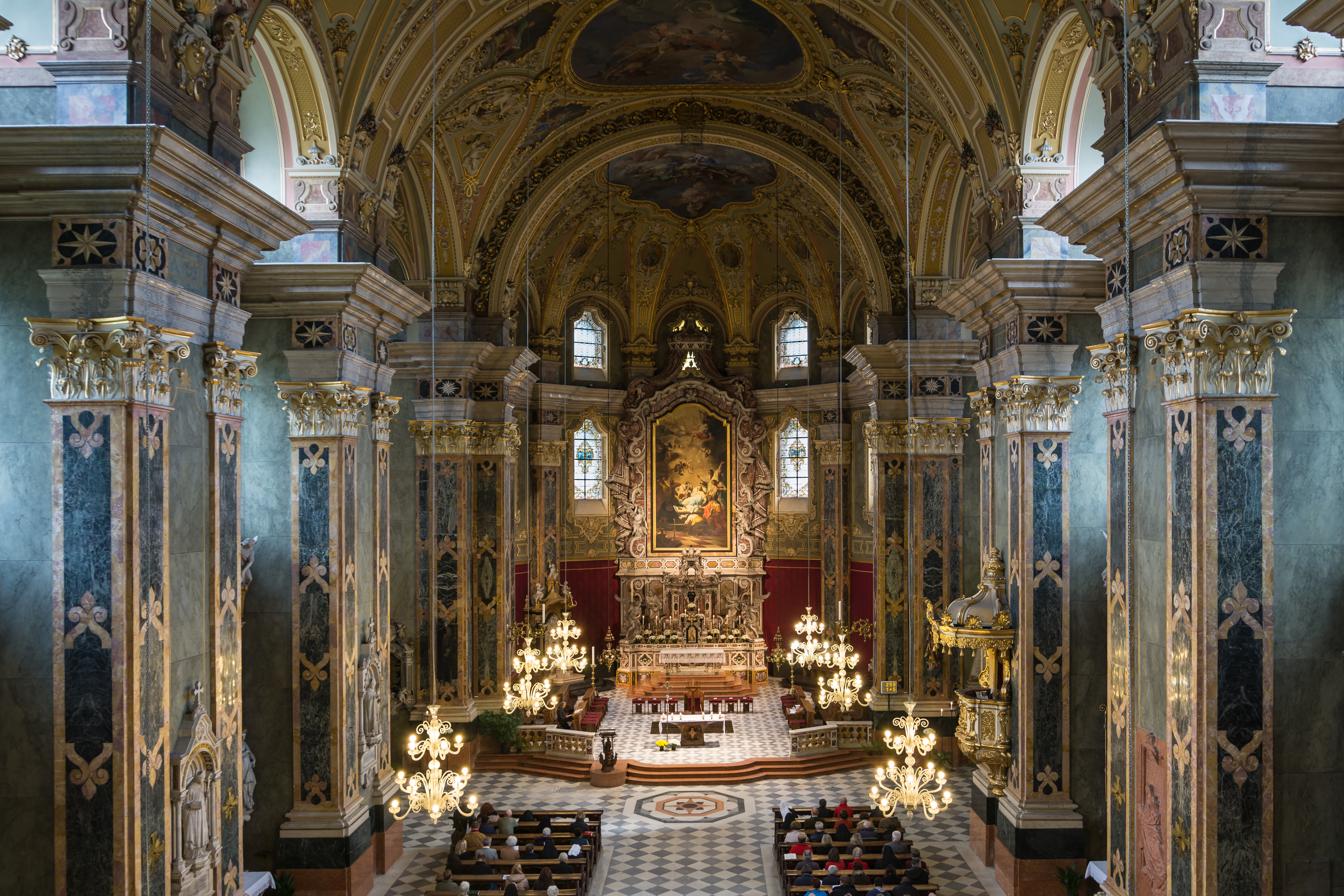
Intérieur de la basilique.

Ensuite, sur les ruines de l'église détruite, la cathédrale a été construite en style roman. Elle possède un plan en croix latine avec trois nefs, trois absides, deux clochers et une crypte. Au XVe siècle a été réalisée une abside gothique. Dans les trois absides se trouvaient des autels en l'honneur des saints Pierre, Ingénuinus de Sabiona (it) et Cassien d'Imola. Les reliques de saint Ingenuino ont été translatées à Bressanone en 963 et celles de saint Cassien en 991.
Plus tard, entre 1745 et 1754, le tout fut reconstruit en style baroque, ce qui reste visible aujourd'hui. La consécration eut lieu en 1758. Plusieurs architectes en ont suivi la construction avec, à l'intérieur, des œuvres de grands peintres comme Cignaroli, Linder, Schöpf, Troger et Christoph Unterberger.
Entre 1894 et 1897, la voûte a été décorée de stucs (qui ont été entièrement restaurés en 1985-1986).
Depuis 1950, la cathédrale est également une basilique mineure. Au-dessus de l'entrée principale figure l'emblème du pape régnant. Alors que la première cathédrale était dédiée à saint Pierre, l'actuelle est nommée d'après l'Assomption de Marie au ciel.

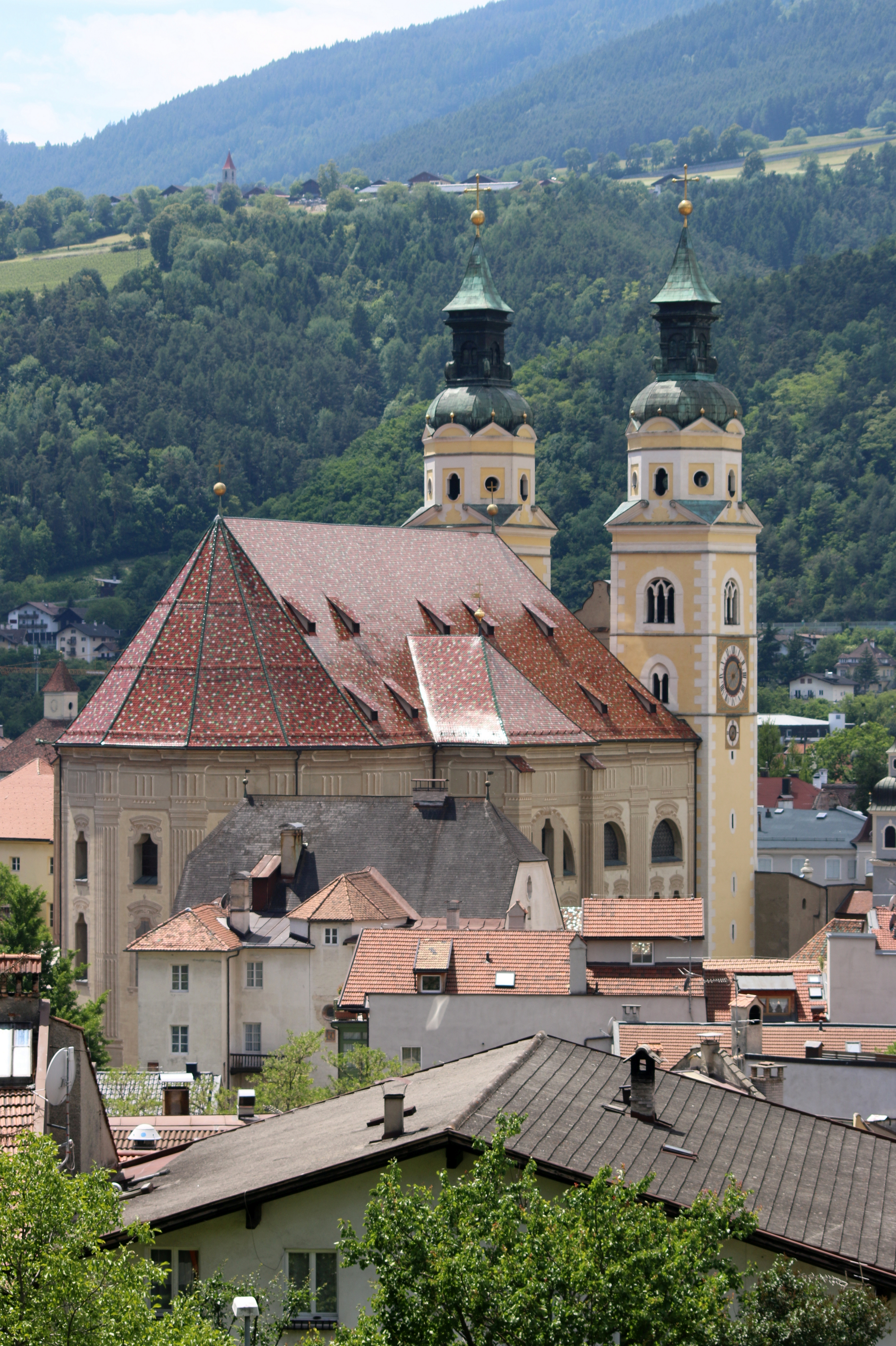

Depuis 2001-2002, la cathédrale et la cloche possèdent un nouveau toit de 85 000 tuiles en émail. À la fin de 2009, dans l'atrium de la cathédrale ont été placés les armes, représentant trois papes Damase II, le pape Pie VI et Benoît XVI. Les trois boucliers sont l'œuvre du sculpteur Markus Gasser, représentant les papes qui ont entretenu des relations avec la ville épiscopale.
Le bâtiment mesure 62,70 m de long, 21,50 m de large et 22,70 m de haut. La tour nord mesure 65,08 m de haut, la tour sud 65,37 m. L'épaisseur de la paroi de l'abside est de 2,34 m.
La crypte de la cathédrale romane et gothique a été remplie lors de la construction de l'édifice baroque.

## Source
- (it) Cet article est partiellement ou en totalité issu de l’article de Wikipédia en italien intitulé « Duomo di Bressanone » (voir la liste des auteurs).